# Asiosilis simplex
Asiosilis simplex là một loài bọ cánh cứng trong họ Cantharidae. Loài này được Gorh. miêu tả khoa học năm 1882.